# Club Bàsquet Martorell
O Bàsquet Club Martorell é um clube profissional de basquetebol localizado na cidade de Martorell, Espanha que atualmente disputa a Liga LEB Prata. O clube manda seus jogos como mandante no Pavelló Esportiu Municipal com capacidade para 2.000 espectadores.

## Histórico de temporadas
| Temporada | Nível | Liga      | Pos. | V-D   | Resultado |
| --------- | ----- | --------- | ---- | ----- | --------- |
| 2014–15   | 4     | Liga EBA  | 13   | 9–17  |           |
| 2015–16   | 4     | Liga EBA  | 8    | 10–10 |           |
| 2016–17   | 4     | Liga EBA  | 1    | 19–7  | Promovido |
| 2017–18   | 3     | LEB Prata | 18   | 6-24  | Rebaixado |

Fonte:eurobasket.com